# Spinotheca
Genre
Spinotheca est un genre de collemboles de la famille des Spinothecidae.

## Liste des espèces
Selon Checklist of the Collembola of the World (version du 20 août 2019) :
- Spinotheca cyanea Najt, 1971
- Spinotheca magnasetacea (Salmon,  1941)
- Spinotheca patagonica Delamare Deboutteville, 1961

## Publication originale
- Stach, 1956 : The Apterygotan fauna of Poland in relation to the world-fauna of this group of insects. Family : Sminthuridae. Kraków, p. 1-287.